# Prangos goktchiana
Prangos goktchiana är en flockblommig växtart som beskrevs av Olga Alexandrovna Fedtschenko och Boris Fedtjenko. Prangos goktchiana ingår i släktet Prangos och familjen flockblommiga växter. Inga underarter finns listade i Catalogue of Life.